# Martin Dietrich
Martin Dietrich (født 6. april 1883)

var en tysk officer, som tjente Tyskland under begge verdenskrige.
Han var mest kendt for sin indsats under 1. verdenskrig, hvor han med rang af kaptajnløjtnant var kommandant på 5 af den tyske Kaiserliche Marines luftskibe.
Han var fra 16. april til 20. september 1916 stationeret på luftskibsbasen i Tønder som kommandant for L 22, mens det fik næsen ødelagt mod Toska-hallens port.
For sin dristighed med L 42 kaldtes Dietrich af luftskibschef Peter Strasser for greven af Hartlepool.

## Luftskibskommandant fra 19. oktober 1915
Martin Dietrich var kommandant på følgende af den tyske Kaiserliche Marines luftskibe:
- L 9 fra 19. oktober 1915 til 22. december 1915 (12 ture)
- L 22 fra 3. marts 1916 til 6. oktober 1916 (44 ture)
- L 38 fra 22. november	til 29. december 1916 (7 ture)
- L 42 fra 22. februar 1917 til juli 1918 (48 ture). [3]
- L 71 fra 29. juli 1918 til 1. juli 1920 (6 ture)

Han havde tjenstested i Hage i Østfrisland, Nordholz ved Cuxhaven, Tønder, Düren ved Køln, Ahlhorn i Oldenborg ved Bremen, Seerappen (nu Ljublino ved Kaliningrad) og Wainoden i Kurland (nu Vaiņode i Letland).
Den 16. juli 1917 blev Martin Dietrich tildelt Hohenzollernes kongelige husorden.

## L 9's ubådsjagt fra Hage i Østfrisland
Fra basen i Hage udførte Dietrich 12 ture med L 9, som tidligere havde haft held med at bombardere ubåden HMS E8.
I juli 1916 havde Dietrich gensyn med L 9 i Tønder, da luftskibet havde standplads der og var kommanderet af hhv. Hermann Kraushaar og Wilhelm Ganzel.

## L 22's bombning af Cleethorpes ved Grimsby 1. april 1916
Som kommandant på L 22 deltog Martin Dietrich fra basen i Nordholz natten mellem 31. marts og 1. april 1916 i et bombetogt planlagt mod London og East Anglia sammen med L 13, L 14, L 15 og L 16 (samt L 9 og L 11, som vendte om).

L 22 havde motorproblemer og Dietrich drejede i stedet nordpå for at angribe dokkerne ved Grimsby i Humber-fjorden.
Efter kl. 01.30 at have kastet en lysbombe for enden af molen i forstaden Cleethorpes, returnerede L 22 over jernbanen og kastede en højeksplosiv bombe, som ramte baptistkirken ved Alexandra Road, hvor 84 soldater fra Manchester-regimentets 3. reservebataljon netop var blevet indkvarteret. Detonationen mod skifertaget fik halvdelen af taget og toppen af nordmuren til at styrte ned over soldaterne, så 31 dræbtes, heraf 27 øjeblikkeligt, og yderligere 49 såredes alvorligt.
Tæt på ramte 2 andre bomber hhv. kommunekontoret på hjørnet af Cambridge Street og Sea View Street.

Syd for byen havde luftskibet også smidt bomber i det åbne landskab ved Humberston mens der blev skudt fra Waltham og på tilbageturen blev der skudt fra en skovlhjuls-minestryger fortøjet i Humber-flodens munding ved Spurn Head.
L 22 nåede sikkert hjem til Nordholz uden at være blevet ramt.
I en fællesgrav på kirkegården i Cleethorpes blev 24 af de dræbte soldater begravet.

## L 22's bombning af Edinburgh 2. april 1916
Allerede dagen efter, den 2. april deltog kommandant Dietrich med L 22 i et bombetogt rettet mod Firth of Forth-fjorden ved Edinburgh, sammen med L 14 (Bocker) og L 16 (Peterson). L 13 vendte om med motorproblemer.

Mellem kl. 21.15 og 21.45 bombarderede L 22 Englands nordligste by Berwick-upon-Tweed i den tro det var fabrikker i Newcastle og omkring kl. 23.50 blev flere bomber smidt over Edinburgh uden at gøre større skade. Derimod ramte L 14 mange i byen.

## L 22 beskadiget i Tønder 17. april 1916
Martin Dietrich besøgte i marts 1916 luftskibsbasen i Tønder med det helt ny luftskib L 22 og vendte 16. april tilbage, men da det dagen efter i stærk sidevind skulle bugseres ind i Toska-dobbelthallen ramte mod halens port ramlede det mod halporten og fik hele forpartiet ødelagt.

Ellers vides kun fra stationeringen indtil 20. september 1916 i Tønder, at L 22 i forbindelse med søslaget ved Jylland natten til den 1. juni 1916 lige efter midnat sendtes på rekognoscering over Horns Rev, selvom vejret var diset med lav skyhøjde.
L 22 så mellem kl. 1 og 2 ildkamp, projektørlys og eksplosioner 20 til 35 sømil nordvest for Horns Rev, men afbrød rekognosceringen kl. 3 på grund af kraftig vind fra sydvest, som drev luftskibet ud af kurs.

## L 22's bombning af Scartho ved Grimsby 23. september 1916
Omkring midnat mellem 23. og 24. september 1916 kastedes 13 bomber over landsbyen Scartho 3 km syd for Grimsby uden tilskadekomne, men med en del skade på kirken og andre bygninger.

## L 22's bombning af Sheffield 26. september 1916
Dietrich stationeredes 20. september 1916 med L 22 igen i Nordholz og deltog natten mellem 25. og 26. september i et bombetogt planlagt mod Derby og Nottingham i East Midlands sammen med L 21, mens 3 andre skulle bombe London.
L 21 ledte an på en noget nordligere rute end planlagt med L 22 bagefter 45 minutter senere ved Lincolnshires kyst og de fortsatte vestover, hvor der var meget skyet. Syd for Sheffield opsendtes kl. 22.54 et biplan natjagerfly for at lede efter L 21, der hastigt fortsatte mod nordvest, for senere at bombe Bolton. Flyet ødelagdes, da det vendte tilbage for at lande.
Ombord på 22 antog Dietrich rigtig nok, at byen var Sheffield og begyndte kl. 00.25 at kaste 36 bomber i de nordøstlige bydele Burngreave og Attercliffe, som dræbte 9 mænd, 10 kvinder og 10 børn, heraf 25 øjeblikkeligt, og desuden var 19 sårede.
En metodistkirke i Princess Street ødelagdes, mens 2 stålværker slap uskadt.

Angrebet gav anledning til stor kritik af Sheffields 3 antiluftskyts-batterier, som ikke kom i gang, fordi personalet var til bal på byens Grand Hotel. Kun et batteri nord for byen affyrede 2 runder skud uden at ramme.

## L 38 ødelagt af sneen i Kurland 29. december 1916
Dietrich blev i november 1916 stationeret med luftskib L 38 i Wainoden i Kurland (nu Vaiņode i Letland, tæt ved grænsen til Litauen), og
og skulle natten mellem 26. og 27. december 1916 sammen L 35 (der må have været stationeret i Seerappen) bombardere den russiske havneby Reval (nu Tallinn i Estland) og Petrograd (Sankt Petersborg). Det er uklart om luftskibene nåede til Reval.

Men vejrforholdene forværredes og overisning på L 38 sammen med periodiske motorproblemer, medførte at rorsmanden måtte holde en hældning på 20 grader for at holde luftskibet flyvende. I tykt snefald søgte Martin Dietrich ud mod Kurlands vestkyst, men til sidst gik L 38 med næsten 3 ton overvægt ned i en granskov ved Seemuppen (nu Ziemupe). Besætningen reddede sig uskadt ud, men zeppelineren blev spiddet på grantræerne og blev opgivet 29. december, da vinden blæste op. Da området jo var tysk besat kunne ophugning foregå på stedet.

## L 42's bombning af Ramsgate 17. juni 1917
Et bombetogt med 6 luftskibe afgik fra basen i Nordholz natten mellem 16. og 17. juni 1917, men de 4 måtte vende om med motorproblemer.
Dietrich sigtede mod Dover ved den Engelske Kanal, men ankom kl. 02 til Ramsgate nord for og bombardere havnen, hvor et stort ammunitionsdepot eksploderede og skadede 600 huse.
I alt omkom 3 og 14 såredes.

Det andet luftskib L 48 blev kl. 03.25 skudt ned ved Theberton i Suffolk, hvor 2-3 besætningsmedlemmer reddedesig ud af den brændende zeppeliner.

## L 42's bombning af Hartlepool 13. marts 1918
Efter en længere pause i bombardementerne af England sendtes L 42, L 52 og L 56 afsted den 13. marts 1918, men Peter Strasser kaldte dem kl. 19.15 tilbage med advarsel om stærk nordøstlig vind.
L 42 var så tæt på en engelske kyst, at kaptajnløjtnant Dietrich trodsede advarslen og fortsatte mod Hartlepool.
Omkring kl. 21.20 kastedes fra L 42 i højde på 5 km 21 bomber mod West Hartlepool, som ramte butikker og huse, hvorved 8 dræbtes og 39 såredes.
Antiluftskytset kunne ikke se målet og ramte ikke.

Fra Seaton Carew lige syd for Hartlepool lettede et tosædet RAF (Bristol) FE2d biplan fra RFC's 36. eskadre med E.C. Morris og R.D. Lindford ombord, som over Redcar sydøst for opdagede zeppelineren på vej hjemover. De fulgte efter 40 miles ud over Nordsøen, men nåede ikke på skudhold og måtte i tågen give op.
En anden pilot Arthur John Joyce fra samme eskadre, men lettet fra Hylton (RAF Usworth) ved Sunderland på samme mission, mistede livet da hans flyver gik i brand ved landing på en mark ved Annfield 40 km nordvest for Hartlepool.

## Officer i Nazi-Tysklands Luftwaffe
I 1930'ernes Nazi-Tyskland blev oberstløjtnant Martin Dietrich leder af Luftwaffes våbenfabrik i Dünsen 20 km sydvest for Bremen og i juli 1939 midlertidig kommandant for lufthavnsberedskabet i Güstrow med ansvar for flyvepladserne i Güstrow og Rechlin.

Bosat i Hamborg blev han over 90 år gammel.